# Francolí muntanyenc
El francolí muntanyenc (Scleroptila psilolaema) és una espècie d'ocell de la família dels fasiànids (Phasianidae) que habita praderies per sobre dels 2.500 m d'altitud, a les muntanyes del centre i sud d'Etiòpia.

El francolí del mont Elgon ha estat considerat una subespècie, però alternativament, alguns autors l'han considerat recentment una espècie de ple dret.